# Bogarra
Bogarra er en by og kommune i det sydøstlige Spanien i provinsen Albacete. Den har et indbyggertal på 748 (2024) indbyggere.